# Тев'є-молочар
«Тев'є-молочар» (1894—1914) — цикл оповідань єврейського письменника Шолом-Алейхема мовою їдиш.
Твір входить до шкільної програми «Зарубіжна література» для загальноосвітніх навчальних закладів 5-9 класи (2012 р. зі змінами 2015-2017 рр.), вивчається у 9 класі.

## Сюжет
Тев'є — бідний єврей, дрібний торговець. Його мрія — вигідно видати заміж своїх дочок, але з цього нічого не виходить. Старша дочка Цейтл відмовляється виходити за багатого м'ясника і замість цього виходить за бідного кравця, якого любить. Друга дочка Годл закохується в бідного студента-революціонера Перчика і відправляється вслід за ним у заслання. Третя дочка Хава заради нареченого приймає православ'я і йде з дому. Четверта дочка Шпринца закохується у сина багатої вдови, погоджується вийти за нього заміж, але той раптово від'їжджає, не сплативши Тев'є, а Шпринца топиться у річці. П'ята дочка Бейлка виходить заміж за багатого підрядника, але той раптово розоряється, і вони від'їжджають жити в Америку.

## Оповідання циклу
Цикл складається з 8 оповідань:
1. Велика удача
2. Химери
3. Теперішні діти
4. Годл
5. Хава
6. Шпринця
7. Тев’є їде до Палестини
8. Іди геть!

## Критика
«Тев'є-молочар» вважається одним з двох головних творів Шолома-Алейхема (другий — «Менахем-Мендл»). Не зважаючи на те, що сюжет збірника — конфлікт батьків і дітей — зовсім не новий, автор обігрує його з особливим єврейським почуттям гумору. І хоча кожна з новел циклу повна суму, у цілому від прочитання лишається позитивний настрій.

## «Поминальна молитва»
За мотивами збірки оповідань Шолом-Алейхема «Тев'є-Молочар» 1989 року створив п'єсу «Поминальна молитва» радянський і російський драматург Григорій Горін. П'єсу біло створено спеціально для московського театру «Ленком». Сценічне першопрочитання втілив режисер Марк Захаров із Євгеном Леоновим у ролі Тев'є. Прем'єра відбулася 4 жовтня 1989 року.
23 грудня 1989 року на сцені Київського національного академічного драматичного театру ім. Івана Франка відбулася прем'єра вистави «Тев'є-Тевель» у постановці Сергія Данченка за українським перекладом Миколи Зарудного п'єси Горіна. Роль Тев'є понад 20 років виконував Богдан Ступка. У вересні 2019 року постановку Сергія Данченка було відновлено. Роль Тев'є виконав Богдан Бенюк (режисер поновлення — Дмитро Чирипюк).
Наступні роки матеріал став вельми затребуваним, й версії з'явилися в театрах Миколаєва, Полтави, Запоріжжя, Дніпра, Мукачева, Маріуполя, Хмельницького. Петро Панчук поставив виставу, у якій зіграв роль Тев'є в Аматорському театрі села Лобачівка. Кіноверсію поставив 2017 року Володимир Лерт — фільм вийшов за назвою «Мир вашому дому!».

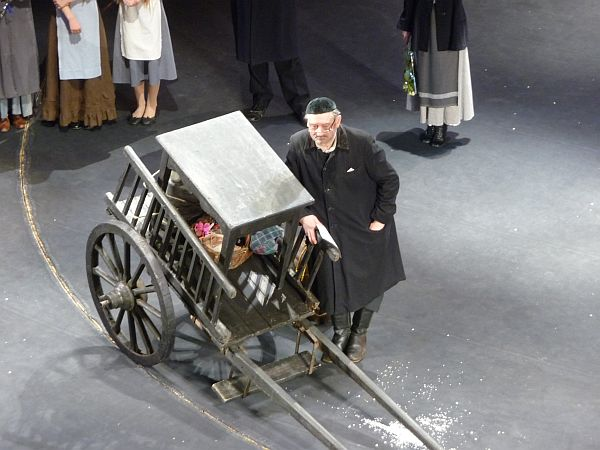
Богдан Ступка у ролі Тев'є (2009)
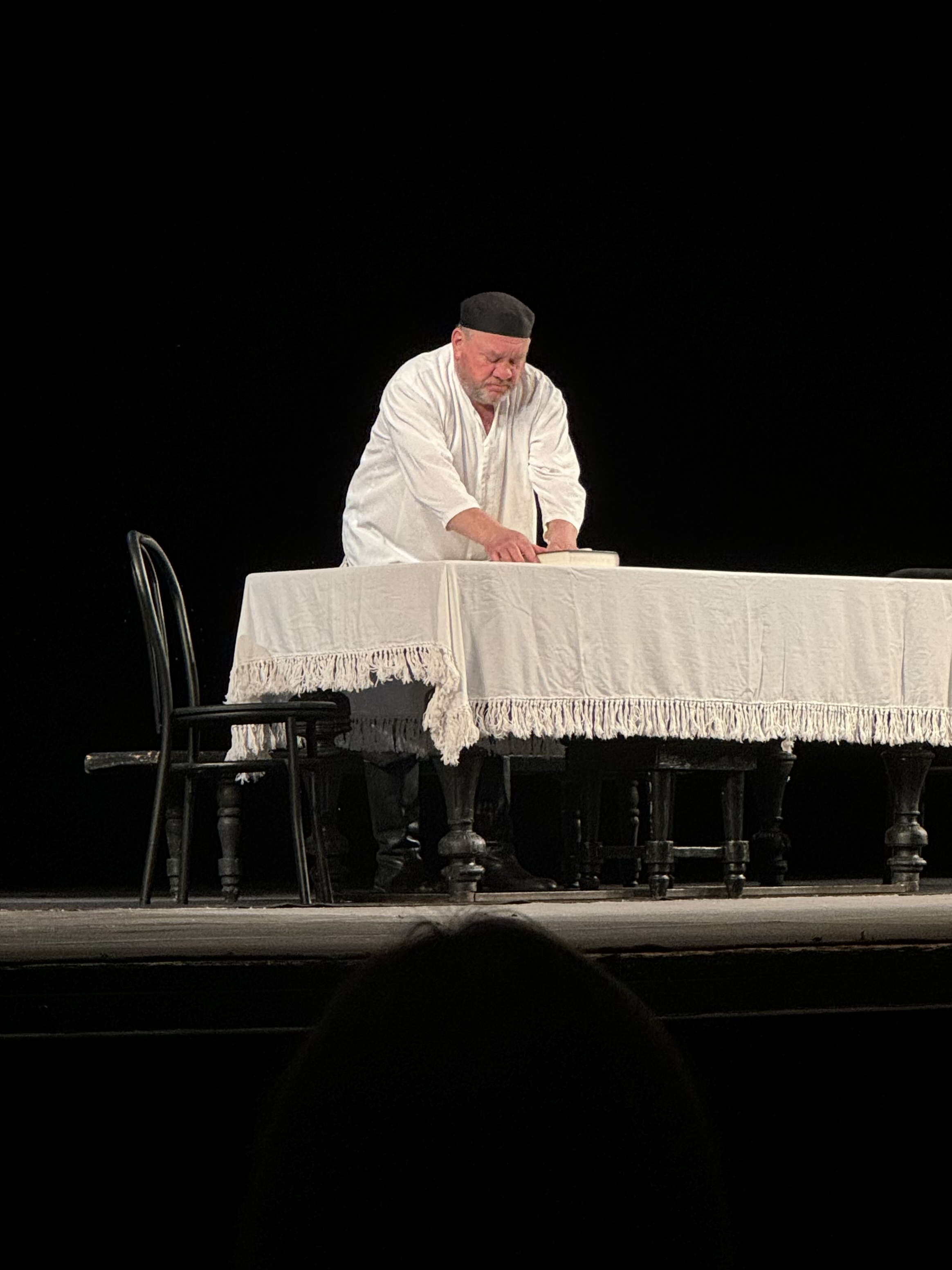
Богдан Бенюк у ролі Тев'є (2024)

## Екранізації
- 1919 — «Зламані бар'єри[en]» (реж. Чарлз Е. Девенпорт) — американський німий фільм
- 1939 — «Тев'є[en]» (реж. Моріс Шварц[en])
- 1968 — «Тев'є та його сім дочок[en]» (реж. Менахем Голан)
- 1971 — «Скрипаль на даху» (музичний фільм, реж. Норман Джуисон)
- 1985 — «Тев'є-молочник» (двосерійна телевистава, реж. Сергій Евлахішвілі[ru])

За мотивами п'єси «Поминальна молитва» Григорія Горіна (1989)
- 2017 — «Мир вашому дому!» (фільм за мотивами п'єси й оповідань, реж. Володимир Лерт)

## Театральні постановки
- 1938 — «Тев'є-молочник» («Тев'є-молочар», ГОСЕТ, реж. Михоелс, 1940 — Харківський український драматичний театр ім. Т. Шевченка)
- 1964 — «Скрипаль на даху» (бродвейський мюзикл);

За мотивами п'єси «Поминальна молитва» Григорія Горіна (1989)
- 1989 — «Поминальная молитва» (реж. Марк Захаров)
- 1989 — «Тев'є-Тевель» (реж. Сергій Данченко)

## Видання українською
- Шолом Алейхем. Тев'є-молочник / пер. з їдишу: Єфраїм Райцин. – К.: Котигорошко, 1993. – 128 с. – ISBN 5-06-001588-7.
- Шолом-Алейхем. Тев'є-молочник / пер. з їдишу: Олександра Уралова. – К.: Знання, 2017. – 223 с. (Скарби). – ISBN 978-617-07-0473-3.
- Шолом-Алейхем. Тев‘є-молочар / пер. з їдишу: Олександра Уралова. – К.: Знання, 2017. – 189 с. – (Голоси Європи). – ISBN 617-07-0561-7.
- Шолом-Алейхем. Тев'є-молочар / пер. з їдишу: Оксана Щерба. – К.: Книголав, 2018. – 160 с. – (Золота полиця). – ISBN 978-617-7563-16-6.
- Шолом Алейхем. Тев'є-молочник / пер. з їдишу: Єфраїм Райцин. – Харків: Фоліо, 2022. – 384 с. – ISBN 978-617-551-149-7.